# Tammie Jo Shults
Tammie Jo Shults (n. 1962, New Mexico, SUA) a fost una din primele femei-piloți de luptă din US Navy, în prezent fiind pilot civil la compania Southwest Airlines.
În vârstă de 56 de ani, ea este eroina zborului New York - Dallas din 17 aprilie 2018 al unui avion al companiei Southwest Airlines, ce a aterizat forțat la Philadelphia. Acest lucru s-a întâmplat din cauza exploziei unuia dintre motoarele aeronavei Boeing 737-700.
 Tammie Jo Shults a rămas perfect calmă, anunțând controlorii de zbor: „Avem o parte a avionului avariat, așa că va trebui să încetinim puțin”.
 
În urma exploziei unuia dintre motoare, o fereastră, aripile și fuzelajul au fost puternic afectate, o persoană murind, fiind parțial aspirată prin spărtura făcută de un fragment din motor, iar alți șapte pasageri au fost grav răniți.
                 
În ciuda acestui dezastru, Tammie Jo Shults a reușit să mențină avionul sub control și să aterizeze pe o pistă a aeroportului din Philadelphia.